# Богић Богићевић (тренер)
Богић Богићевић (Љубић, 18. април 1955 — Београд, 30. јануар 2017) био је српски фудбалски тренер.

## Биографија
Као играч прошао је кроз све селекције фудбалског клуба Борац и годинама је био голман првог тима. Био је члан омладинске генерације Борца, која је освојила друго место у првенству СФРЈ 1972. године. Касније је бранио за Земун, Динамо из Панчева и Бежанију
После окончања играчке каријере посветио се тренерском послу. Водио је београдски Хајдук и Железничар, Милиционар, Бежанију, новобеоградски Раднички, обреновачки Раднички, Биг Бул Раднички, Инђију, Земун, Доњи Срем, Јавор, Борац и Напредак. Као шеф струке у клубовима из Чачка и Крушевца, пласирао се у елитно друштво, док је предводећи екипу Доњег Срема остварио историјске успехе – уласком, најпре, у Прву лигу, а онда и у Суперлигу. Такође је одвео београдски Железничар до тадашње Друге лиге.
Богићевић је водио Борац као тренер од 5. новембра 2013. године, па све до краја сезоне 2014/15. Успео је као шеф стручног штаба да избори повратак Борца у Суперлигу Србије.
Преминуо је 30. јануара 2017. у Београду, после дуге и тешке болести.